# Glaciar Bahía Buen Suceso
El glaciar Bahía Buen Suceso (en Argentina) o corriente de hielo Foundation es un glaciar ubicado al oeste del macizo Armada Argentina (o cordillera Patuxent) y la cordillera Neptune, que conforma el mayor glaciar de las montañas Pensacola, Antártida. Drena por unos 280 kilómetros, antes de ingresar a la barrera de hielo Filchner-Ronne, al oeste del macizo Dufek.

## Historia y toponimia
Fue visto desde el aire por la Unidad de Tareas 7-8 de la Armada Argentina que realizó el primer vuelo argentino al polo sur geográfico durante la campaña antártica argentina de verano de 1961-1962, nombrándolo en referencia al ARA Bahía Buen Suceso, que participó en varias campañas antárticas argentinas.
El Servicio Geológico de los Estados Unidos cartografió el glaciar en base a trabajos y fotografías aéreas de la Armada de los Estados Unidos, entre 1956 y 1966. El Comité Consultivo sobre Nomenclatura Antártica de Estados Unidos nombró al glaciar en reconocimiento a la Fundación Nacional para la Ciencia, que brindó un importante apoyo al programa antártico estadounidense durante este período.

## Reclamaciones territoriales
Argentina incluye al glaciar en el departamento Antártida Argentina dentro de la provincia de Tierra del Fuego, Antártida e Islas del Atlántico Sur; para Chile forma parte de la comuna Antártica de la provincia Antártica Chilena dentro de la Región de Magallanes y de la Antártica Chilena; y para el Reino Unido integra el Territorio Antártico Británico. Las tres reclamaciones están sujetas a los términos del Tratado Antártico.
Nomenclatura de los países reclamantes:
- Argentina: glaciar Bahía Buen Suceso
- Chile: ¿?
- Reino Unido: Foundation Ice Stream